# Casa de Campo metróállomás
Casa de Campo metróállomás Spanyolország fővárosában, Madridban a madridi metró 5-ös és 10-es vonalán. Nevét a mellette lévő Casa de Campóról, Európa legnagyobb városi parkjáról kapta, melyben tó, a Meaques patak torkolata, takaros hidak, libegő, vidámpark, állatkert is található.

## Metróvonalak
Az állomást az alábbi metróvonalak érintik:
- 5-ös metróvonal
- 10-es metróvonal

## Kapcsolódó állomások
A metróállomáshoz az alábbi állomások vannak a legközelebb:
- Campamento (Alameda de Osuna, 5-ös metróvonal)
- Colonia Jardín (Puerta del Sur, 10-es metróvonal)
- Batán (Hospital Infanta Sofía, 10-es metróvonal)

## Nevezetességek a közelben
- Zoo Aquarium de Madrid